# William Burns Glynn
William Burns Glynn (Mánchester, 1923 − Lima, 24 de febrero de 2014) fue un ingeniero británico, peruanista e investigador de la temática precolombina.
Se graduó en Administración, Fellow Institute of Management Sistems, Ingeniero textil, Ingeniero industrial y con maestría en Administración de Empresas. Desde joven destacó en las matemáticas, pasión que complementó con el estudio del francés, latín y griego antiguo. Aparte de los idiomas mencionados y de su lengua materna, el inglés, dominaba el quechua y el castellano. Fue presidente Honorario de la Academia Mayor de la Lengua Quechua, Cusco, Perú. 
En la Segunda Guerra Mundial actuó como experto en comunicaciones en el Royal Corps of Signal y participó en la invasión de Europa. Prestó importantes servicios en el Líbano y Palestina. 
Trabajó profesionalmente en la India. Llegó a Perú en 1956, aficándose tres años después en este país, fascinado primero por el deslumbrante arte textil de los antiguos peruanos y, después, por los quipus. 
A partir de esta doble motivación, Burns se lanza a la búsqueda de una escritura incaica y publica en 1979 su primer trabajo titulado precisamente Escritura secreta de los Incas, donde plantea la hipótesis de una escritura alfanumérica prehispánica, que no ha sido aceptada por la comunidad científica.
En 1981, su inquietud lo lleva al campo de las matemáticas en el Imperio incaico, y sale a la luz su trabajo Yupana, ábaco peruano. Tres años después, en 1984, aparece publicado su tercer trabajo: El Kipu 17/8826; en 1986 publica El tiempo en el antiguo Perú, obra en la que Burns trata del conocimiento de los amautas en el campo de la astronomía. 
En 1990 CONCYTEC publicó toda la obra de William Burns, hasta entonces dispersa en diversos números del Boletín de Lima con el título Legado de los Amautas'. Posteriormente apareció Decodificación de Quipus. 
Falleció en Lima, Perú, el 24 de febrero de 2014.